# Sønder-Rangstrup Herred
Sønder-Rangstrup Herred hørte i middelalderen til Barvid Syssel. Senere kom det under Aabenraa Amt.
I herredet ligger følgend sogne:
- Bedsted Sogn – (Løgumkloster Kommune)
- Egvad Sogn – (Rødekro Kommune)
- Hellevad Sogn – (Rødekro Kommune)
- Øster Løgum Sogn – (Rødekro Kommune)